# Pałac Wesslów
Pałac Wesslów, także pałac Ostrowskich lub Poczta Saska – pałac znajdujący się przy ul. Krakowskie Przedmieście 25 w Warszawie.

## Historia

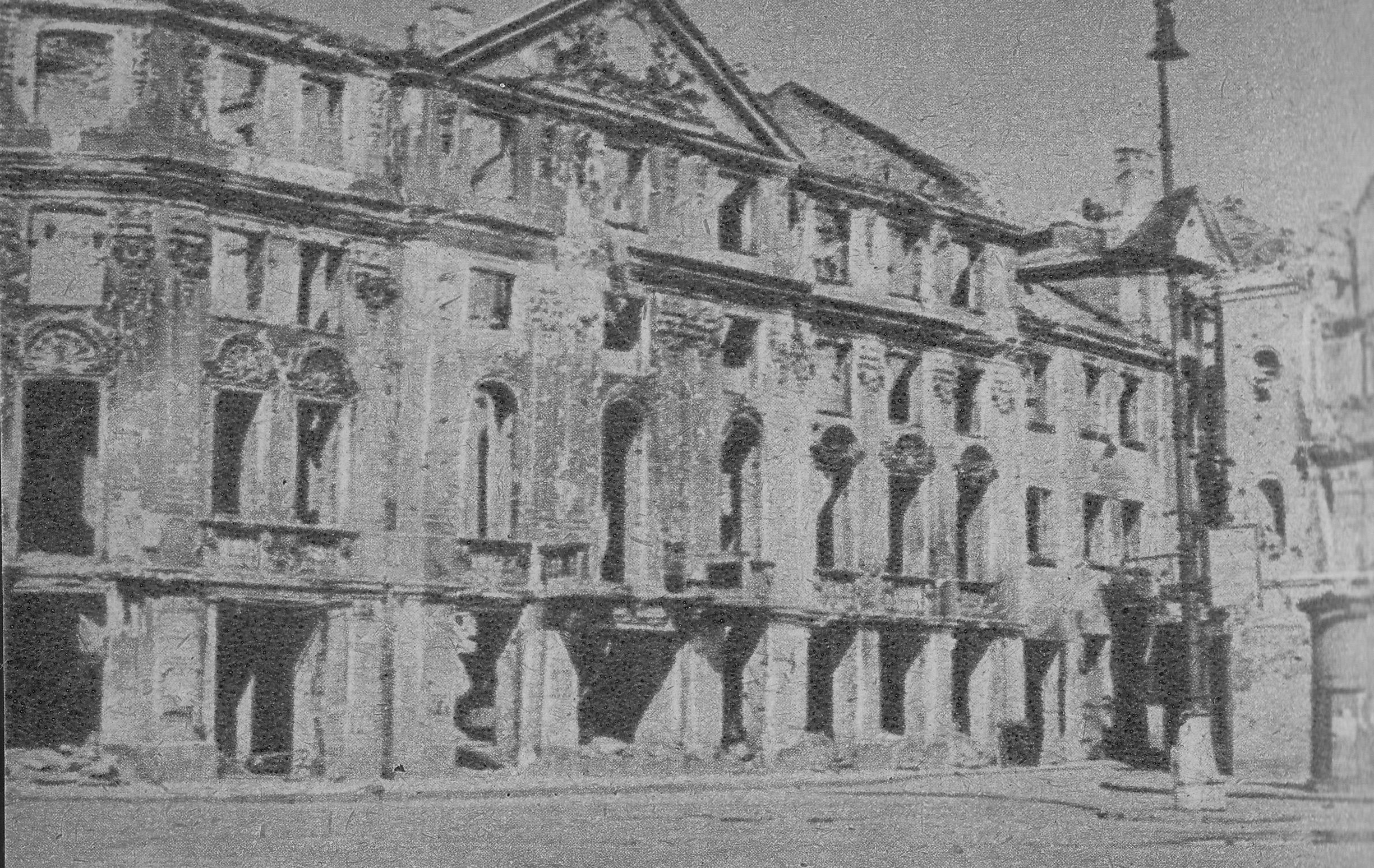
Pałac po II wojnie światowej

Pałac został wzniesiony pomiędzy 1746 a 1752, jego projektantem mógł być Jakub Fontana. Pierwszy znany widok pałacu znajduje się w obramieniu planu Warszawy z 1762 autorstwa Piotra Ricauda de Tirregaille. Najpierw pałac stanowił własność generała Franciszka Jana Załuskiego, starosty grójeckiego. W 1761 sprzedał go Teodorowi Wesslowi, podskarbiemu koronnemu, który z kolei w 1764 sprzedał go Antoniemu Ostrowskiemu, biskupowi kujawskiemu, późniejszemu prymasowi. 
W 1780 budynek zakupił na użytek poczty Franciszek Ignacy Przebendowski – wojewoda pomorski i dyrektor poczt. Od tego czasu w pałacu do 1874 mieścił się urząd (stacja) pocztowa przeniesiona tutaj z kamienicy Wasilewskich. Początkowo była to poczta królewska utrzymująca łączność z Saksonią, stąd popularna nazwa – Poczta Saska. 2 listopada 1830 na poczcie nadał swój bagaż i pożegnał się z najbliższymi Fryderyk Chopin przed opuszczeniem Warszawy na zawsze.
Gdy w 1882 przystąpiono do poszerzania ulicy Trębackiej, zburzono narożną trzyokienną kamienicę przylegającą do pałacu. W następstwie tego w latach 1883–1884 gruntownie przebudowano pałac według projektu architektów Aleksandra Woydego i Władysława Marconiego ścinając narożnik i dodając nową elewację od strony poszerzonej ulicy. Dobudowano też trzecie piętro. Od 1887 w pałacu mieściła się przez czas jakiś redakcja „Kuriera Codziennego” i „Tygodnika Ilustrowanego”. 
W 1944 budynek został spalony, jednak zachowały się mury oraz część wyposażenia. Został odbudowany w 1947 według projektu Jana Bieńkowskiego. Do budynku wprowadziła się Komisja Specjalna do Walki z Nadużyciami i Szkodnictwem Gospodarczym. Obecnie mieści się tu warszawska prokuratura regionalna i Instytut Wymiaru Sprawiedliwości.